# Magyarország az 1938-as atlétikai Európa-bajnokságon
Magyarország a Párizsban és Bécsben megrendezett 1938-as atlétikai Európa-bajnokság egyik részt vevő nemzete volt. Az ország a versenyen 25 sportolóval képviseltette magát.

## Érmesek
| Érem  | Versenyző       | Versenyszám   | Dátum          |
| ----- | --------------- | ------------- | -------------- |
| Arany | Csák Ibolya     | Magasugrás    | szeptember 18. |
| Ezüst | Kovács József   | 400 m gát     | szeptember 4.  |
| Bronz | Várszegi József | Gerelyhajítás | szeptember 3.  |

## Eredmények

### Férfi
| Versenyző                                               | Versenyszám | Előfutam | Előfutam | Előfutam | Elődöntő         | Elődöntő         | Elődöntő         | Döntő         | Döntő         |
| Versenyző                                               | Versenyszám | Idő      | Hely.    | Össz.    | Idő              | Hely.            | Össz.            | Idő           | Helyezés      |
| ------------------------------------------------------- | ----------- | -------- | -------- | -------- | ---------------- | ---------------- | ---------------- | ------------- | ------------- |
| Sír József                                              | 100 m       | 10,7     | 2.       | 7.       | 11,0             | 5.               | 11.              | kiesett       | kiesett       |
| Sír József                                              | 200 m       | 22,5     | 3.       | 8.       | nem állt rajthoz | nem állt rajthoz | nem állt rajthoz | kiesett       | kiesett       |
| Gyenes Gyula                                            | 100 m       | 10,7     | 3.       | 7.       | 10,8             | 6.               | 10.              | kiesett       | kiesett       |
| Gyenes Gyula                                            | 200 m       | 22,0     | 2.       | 3.       | 22,0             | 3.               | 7.               | 22,1          | 5.            |
| Görkói János                                            | 400 m       | 49,2     | 2.       | 4.       |                  |                  |                  | 48,9          | 4.            |
| Vadas József                                            | 400 m       | kizárva  | kizárva  | kizárva  |                  |                  |                  | kiesett       | kiesett       |
| Harsányi Gusztáv                                        | 800 m       | 1:58,4   | 3.       | 12.      |                  |                  |                  | nem ért célba | nem ért célba |
| Temesvári Ferenc                                        | 800 m       | 1:55,4   | 4.       | 8.       |                  |                  |                  | kiesett       | kiesett       |
| Csaplár András                                          | 5000 m      |          |          |          |                  |                  |                  | 14:52,4       | 7.            |
| Simon István                                            | 5000 m      |          |          |          |                  |                  |                  | nem ért célba | nem ért célba |
| Szilágyi Jenő                                           | 10 000 m    |          |          |          |                  |                  |                  | 30:58,6       | 4.            |
| Kelen János                                             | 10 000 m    |          |          |          |                  |                  |                  | 31:16,6       | 6.            |
| Mucsi József                                            | Maraton     |          |          |          |                  |                  |                  | 3:03:14,6     | 12.           |
| Kovács József                                           | 400 m gát   | 54,8     | 2.       | 3.       |                  |                  |                  | 53,3          |               |
| Gyenes Gyula Paizs János Kovács József Sír József       | 4 × 100 m   | 42,8     | 4.       | 8.       |                  |                  |                  | kiesett       | kiesett       |
| Gyenes Gyula Temesvári Ferenc Vadas József Görkói János | 4 × 400 m   |          |          |          |                  |                  |                  | 3:22,90       | 6.            |

| Versenyző       | Versenyszám   | Döntő                    | Döntő                    |
| Versenyző       | Versenyszám   | Eredmény                 | Helyezés                 |
| --------------- | ------------- | ------------------------ | ------------------------ |
| Cserna János    | Magasugrás    | 1,85 m                   | 8.                       |
| Zsuffka Viktor  | Rúdugrás      | érvényes kísérlet nélkül | érvényes kísérlet nélkül |
| Gyuricza István | Távolugrás    | 7,27 m                   | 4.                       |
| Vermes Vilmos   | Távolugrás    | 6,82 m                   | 13.                      |
| Kulitzy Jenő    | Diszkoszvetés | 47,19 m                  | 6.                       |
| Várszegi József | Gerelyhajítás | 72,78                    |                          |

### Női
| Versenyző                                            | Versenyszám | Előfutam | Előfutam | Előfutam | Elődöntő | Elődöntő | Elődöntő | Döntő   | Döntő    |
| Versenyző                                            | Versenyszám | Idő      | Hely.    | Össz.    | Idő      | Hely.    | Össz.    | Idő     | Helyezés |
| ---------------------------------------------------- | ----------- | -------- | -------- | -------- | -------- | -------- | -------- | ------- | -------- |
| Balla Ilona                                          | 100 m       | 13,0     | 2.       | 11.      | 13,2     | 5.       | 11.      | kiesett | kiesett  |
| Fehér Sarolta                                        | 100 m       | 13,6     | 4.       | 18.      | kiesett  | kiesett  | kiesett  | kiesett | kiesett  |
| Nagy Rozália                                         | 100 m       | 13,2     | 2.       | 12.      | 13,0     | 5.       | 9.       | kiesett | kiesett  |
| Nagy Rozália                                         | 200 m       | 27,0     | 5.       | 12.      |          |          |          | kiesett | kiesett  |
| Balla Ilona Lőrinczy Anna Fehér Sarolta Nagy Rozália | 4 × 100 m   |          |          |          |          |          |          | 50,8    | 4.       |

| Versenyző     | Versenyszám   | Döntő    | Döntő    |
| Versenyző     | Versenyszám   | Eredmény | Helyezés |
| ------------- | ------------- | -------- | -------- |
| Csák Ibolya   | Magasugrás    | 1,64 m   |          |
| Nadányi Ágnes | Diszkoszvetés | 31,08 m  | 11.      |